# 太原市市徽
太原市市徽是中华人民共和国山西省太原市的曾用徽章，创始于1985年4月15日太原市人民政府办公厅通过《太原市市徽制作办法》以及《太原市市徽使用办法》。然而，中共中央辦公廳及國務院辦公廳於1997年11月18日發表《中共中央辦公廳、國務院辦公廳關於禁止自行製作和使用地方旗、徽的通知》，要求各級地方政府禁止自行製作和使用地方旗及地方徽，但太原市市徽仍在太原市內流通。

## 概述
1984年，英国泰恩河畔纽卡斯尔市计划与太原市成为姊妹城市。时任太原市长王茂林因此率代表团访问纽卡斯尔。访问期间，纽卡斯尔市长曾赠送给太原市访问团一枚纽卡斯尔市的市徽。而太原市访问团则因为太原市没有市徽而不能回赠。因此，在1984年7月，太原市人民政府办公厅即委托太原市科协主持征集市徽图案。同年11月30日，太原市人民政府共收到了2,233人创作的图稿4,297件。最终，太原市工艺美术研究所所长李夜冰所设计的图稿被征用为太原市市徽。翌年，太原市人民政府将该图稿提交太原市人大常委会审议，后交付山西省人大批准通过。4月15日，太原市人民政府办公厅通过《太原市市徽制作办法》以及《太原市市徽使用办法》，太原市市徽正式使用，成为了中华人民共和国最早的城市徽章。
李夜冰的设计市徽图案由太原市的代表性建筑永祚寺、太原市简称的“并”字、黑色的煤层和火焰组成，象征太原市是一座历史悠久、煤炭资源丰富的能源重化工基地的中心城市，以及太原市现代化建设蒸蒸日上的新气象。
1997年11月18日，中共中央辦公廳及國務院辦公廳發表《中共中央辦公廳、國務院辦公廳關於禁止自行製作和使用地方旗、徽的通知》，要求各級地方政府禁止自行製作和使用地方旗及地方徽，廣州、寧波等城市相繼廢除地方徽章。太原市则并未公开废除市徽，其中一枚仍然悬挂于太原市的湖滨会堂大楼上，直到该建筑拆除为止。

## 使用办法
太原市市徽出现后，被广泛用到对外交流和当地报刊杂志上，市徽也作为荣誉市民、先进人物的一种奖励。
根据《太原市市徽使用办法》，太原市市徽应当被悬挂于太原市人民代表大会常务委员会、太原市人民政府机关以及太原市下辖各区县的机关会议室适当位置，可以用于赠送给太原市国内外的友好城市，以及以太原市名义开展的对外交流活动，太原市市民均可以佩戴太原市市徽，太原市政府颁发的荣誉文书、太原市政府的对外请柬、信笺均可以加盖。不得用於產品商標、包裝裝潢等純商業性活動。

## 影响及評價
中北大学藝術學院講師武敏認為太原市市徽作為中华人民共和国成立後第一個市徽，引起了其他城市設計市徽的熱潮。市徽在太原市之後進行城市規劃建設，申辦國際馬拉松賽事時，對城市宣傳有積極的作用。同時她也指出市徽的形象已經落伍，使用方面也缺乏規範，如曾在機動車通行證中使用的市徽，雙塔層數為6層和標準設計中的13層不符合。
山西省郵政局為太原市市徽的出現製作了編號為第一號的紀念封。